# Welsberg-Taisten
Welsberg-Taisten (italienisch Monguelfo-Tesido) ist eine italienische Gemeinde in Südtirol mit 2906 Einwohnern (Stand 31. Dezember 2023).

## Geografie
Die Gemeinde Welsberg-Taisten befindet sich im Osten Südtirols. Das Gemeindegebiet mit einer Fläche von 46,56 km² erstreckt sich im in Ost-West-Richtung verlaufenden Pustertal, am Eingang des hier nach Nordosten abzweigenden Gsieser Tals, sowie in den umliegenden Höhen.

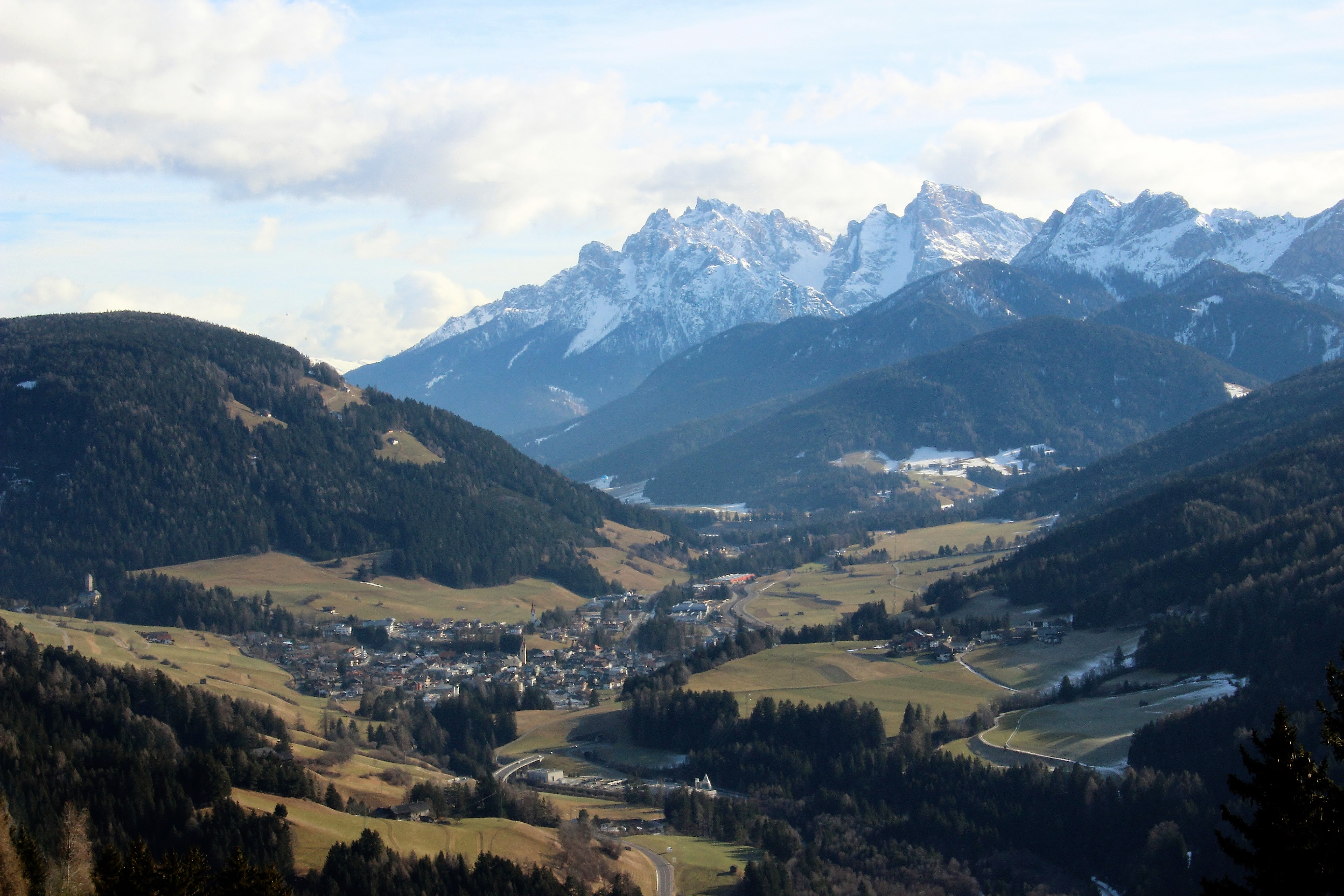
Welsberg, Hauptort der Gemeinde, von Westen gesehen, dahinter die Dolomiten

Das Gemeindezentrum, Welsberg (1070–1130 m s.l.m.), liegt im Talboden des Pustertals an der Mündung des Gsieser Bachs in die Rienz. Der kleine zu Welsberg-Taisten gehörende Abschnitt des Pustertals erreicht im Westen Richtung Olang noch einen Teil des Olanger Stausees; im Osten endet er in der Nähe der Mündung des Pragser Bachs in die Rienz, wo die Gemeinde an Prags und Niederdorf im Hochpustertal grenzt. 
Nördlich über Welsberg liegt auf einer sonnenexponierten Terrasse über dem Eingangsbereich des Gsieser Tals der zweite Hauptort der Gemeinde, Taisten (1190–1280 m). Hinter Taisten steigt das Gelände zum Rudlhorn (2448 m) an, das mit einigen weiteren Gipfeln über 2000 m den höchstgelegenen Abschnitt von Welsberg-Taisten bildet. Hier findet der Kamm der Villgratner Berge sein südliches Ende, der das Gsieser Tal im Osten und das parallel verlaufende Antholzer Tal im Westen voneinander trennt. 
Neben Welsberg und Taisten gehören noch drei kleinere Fraktionen zur Gemeinde. Südwestlich von Welsberg, wo die Nordhänge der Pragser Dolomiten ins Pustertal abfallen, befindet sich der kleine Ortskern von Ried (1140–1150 m). Westlich von Taisten liegen die Höfe der Streusiedlung Unterrain bis zur Gemeindegrenze zu Rasen-Antholz. Nahe der Grenze zu Gsies hingegen etwas östlich von Taisten nimmt Wiesen (1200–1260 m) den Talanfang des Gsieser Tals ein.

## Geschichte
Zweifellos war das Gebiet bereits zur Römerzeit besiedelt. Taisten, Toblach und Innichen weisen im Namen direkte Parallelen zur keltoromanischen Zeit auf (Vgl. Karl Finsterwalder, Egon Kühebacher). Außerdem befand sich bei der Burgruine Thurn einst eine prähistorische Wallburg.
Der Name der Gemeinde geht auf Welfesperch, bezeugt im Jahre 1169, zurück und bedeutet so viel wie Burg der Welfen. Die Herren des Schlosses stammen von dem Geschlecht der Welfen ab. Taisten kommt von einem keltischen Personennamen (ungefähr *Decetos).
1175 wird Welsperg erstmals urkundlich als Burg („castrum Walsperg“) erwähnt. Schloss Welsperg war Sitz des gleichnamigen Grafengeschlechtes. In der Romanik des 12. Jahrhunderts entstand die Hauptburg, in der auslaufenden Gotik und beginnenden Renaissance des 16. Jahrhunderts wurden Erweiterungen angefügt. Das älteste Element der Burg ist der ungewöhnlich hoch und schlank wirkende Bergfried. Heute wird die Burg vom Kuratorium Schloss Welsperg betreut.
Das Dorf Welsberg wurde erstmals 1335 im Personennamen Weiker von Cellen verschriftlicht. Man nannte es im Mittelalter Zell unter Welsberg bzw. Zell am See (zu cella ‚Einseidelei eines Möchs‘). Es befand sich nämlich ein See auf dem Gebiet, wo die Pidig in die Rienz fließt. 1359 veranlasste Ritter Gregor von Welsberg, den See auszutrocknen. Zwei Wasserbaumeister konnten dies in vier Monaten schaffen und auf dem verlassenen Seebett wurde Hafer gepflanzt. Der alte Name lebte im Volksmund bis ins 18. Jh. fort. Heute erinnert noch der denkmalgeschützte Ansitz Zellheim an ihn.
Die Herren von Schloss Welsperg konnten es im Mittelalter zu einigem Ansehen bringen. Ihr Aufstieg begann, als sie Untervögte der Grafen von Görz und Tirol wurden. In Bruneck besaßen sie eine Kaplanei und einen Ansitz, dort wo heute der Ansitz Sternbach steht. Als Lehensträger besaßen sie die Jurisdiktion im Umfang der Gerichte Welsberg und Heinfels, Vogteirechte im Pustertal und Sterzing, sowie Güter in Innichen. Schloss Welsperg ist heute im Privatbesitz der Grafen von Thun-Hohenstein-Welsperg. Es kann besichtigt werden und wird gelegentlich für kulturelle Aktivitäten genutzt.
1929 wurde die Gemeinde Welsberg und die bis dahin eigenständige Gemeinde Taisten vergrößert. 2003 erfolgte die Umbenennung der Gemeinde von Welsberg in Welsberg-Taisten.

## Politik
Bürgermeister seit 1952:
- Ernst Schweitzer: 1952–1956
- Josef Hellweger: 1956–1960
- Ernst Schweitzer: 1960–1964
- Bernhard Kuenzer: 1964–1969
- Eduard Toldt: 1969–1974
- Eduard Toldt: 1975–1980
- Arthur Feichter: 1980–1988
- Josef Pahl: 1989–1993
- Friedrich Mittermair: 1993–2010
- Albin Schwingshackl: 2010–2020
- Dominik Oberstaller: seit 2020

## Bevölkerung
Welsberg-Taisten ist gemäß den erhobenen Sprachgruppenzugehörigkeitserklärungen bzw. Sprachgruppenzuordnungserklärungen eine weitgehend deutschsprachige Gemeinde. Als Berechnungsgrundlage der folgenden Prozentwerte wurden die gültigen Erklärungen von Personen mit italienischer Staatsbürgerschaft herangezogen.
| Sprache     | 1981    | 1991    | 2001    | 2011    | 2024    |
| ----------- | ------- | ------- | ------- | ------- | ------- |
| Deutsch     | 95,51 % | 95,59 % | 95,94 % | 95,08 % | 91,33 % |
| Italienisch | 4,13 %  | 3,67 %  | 3,81 %  | 4,57 %  | 8,41 %  |
| Ladinisch   | 0,36 %  | 0,74 %  | 0,25 %  | 0,35 %  | 0,27 %  |

## Bildung
Welsberg ist Sitz eines Schulsprengels in deutscher Sprache. Dieser umfasst auf dem Gemeindegebiet die zwei Grundschulen in Welsberg und Taisten, sowie die Mittelschule in Welsberg. Dem Schulsprengel angeschlossen sind auch die drei Grundschulen der Nachbargemeinde Gsies.

## Sehenswürdigkeiten

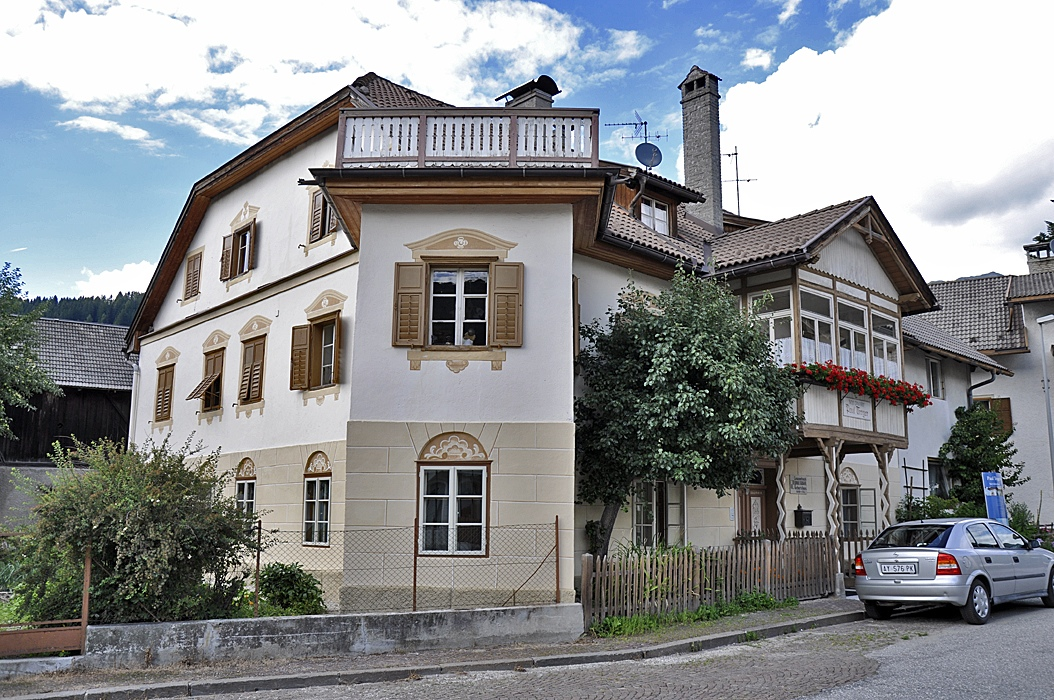
Geburtshaus von Paul Troger in Welsberg

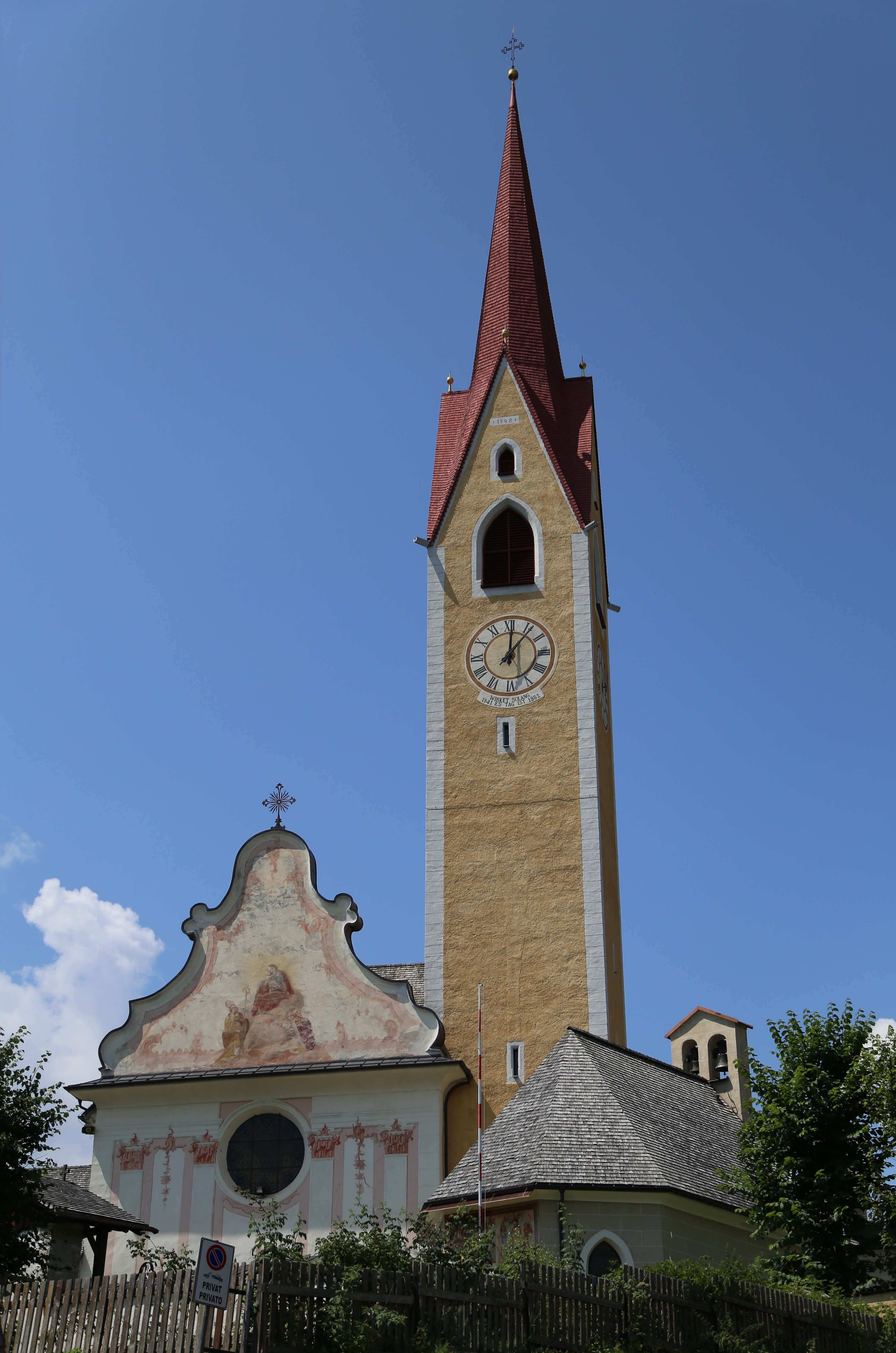
Pfarrkirche von Taisten

- Geburtshaus Paul Troger: das Geburtshaus des Barockmalers befindet sich in Welsberg
- Pfarrkirche zur Hl. Margareth: in Anfängen zurückgehend auf 1342, 1736 umgebaut, mit Altargemälden des Welsbergers Paul Troger
- Bildstöckl: mit Fresken von Michael Pacher
- Schloss Welsperg (auch Welsberg): aus dem 12./13. Jahrhundert.
- Burgruine Thurn: aus dem 13. Jahrhundert
- Kirche Unserer lieben Frau am Rain: 1337 erbaut
- Pfarrkirche von Taisten: mit Malereien von Anton Zeiller und einer Monstranz aus dem 12. Jahrhundert
- Erasmuskapelle: von 1470, in Taisten
- Jakobskapelle: mit Malereien von Simon von Taisten aus dem 15./16. Jahrhundert, in Taisten
- St. Georg: aus dem 12. Jahrhundert, mit Malereien von Simon von Taisten und Fresken
- Tabernakelbildstock: aus dem 15. Jahrhundert, auf dem Kirchplatz

## Verkehr
Die Gemeinde wird von der SS 49, der Pustertalbahn, die am Bahnhof Welsberg-Gsies eine Zugangsstelle bietet, und der Radroute 3 „Pustertal“ durchquert.

## Persönlichkeiten
- Simon von Taisten (* um 1450/1455–um 1515), spätgotischer Tiroler Maler
- Paul Troger (1698–1762), österreichischer Maler, gilt als einer der größten österreichischen Barockmaler
- Franz Pahl (* 1949), ehemaliger Abgeordneter im Südtiroler Landtag und Mitglied der Südtiroler Volkspartei
- Willi Trakofler (* 1973), Snowboarder